# Front Line Defenders
The International Foundation for the Protection of Human Rights Defenders, o Front Line Defenders, es una organización de defensa de los derechos humanos fundada en Dublín en 2001 para proteger a activistas defensores de los derechos humanos que trabajan desde los postulados de la no violencia recogidos en la Declaración Universal de los Derechos Humanos.

## Historia
La organización fue fundada por Mary Lawlor, antiguo director de Amnistía Internacional en Irlanda, con una donación de 3 millones de dólares del filántropo Denis O'Brien. Front Line Defenders tiene el estado consultivo del Consejo Social y Económico de las Naciones Unidas, y tiene la condición de observador de la Comisión Africana de los Derechos Humanos y de los Pueblos. En 2006, Front Line Defenders abrió una oficina en Bruselas.
En 2007, Front Line Defenders recibió el Premio Internacional King Baudouin. El 3 de julio de 2014, el embajador francés en Irlanda, Jean-Pierre Thébault, condecoró a Mary Lawlor con la Orden de Caballero de la Legión de Honor. En el año 2018, Front Line Defenders recibió el Premio de Derechos Humanos por parte de la Asamblea General de las Naciones Unidas por «atender las necesidades de protección de activistas y permitirles realizar su tarea sin riesgo de acoso».
En el año 2019, la organización internacional defendió públicamente a Iñaki Rivera, profesor de derecho en la Universidad de Barcelona y director del Observatorio del Sistema Penal y de Derechos Humanos, de cuatro querellas por haber denunciado torturas en las cárceles, expresando a través de un comunicado su preocupación por los «ataques frecuentes» en España contra los defensores de los derechos humanos.

## Objetivos
Front Line Defenders se fundó con el objetivo específico de proteger a activistas defensores de los derechos humanos amenazados, personas que trabajan, desde la resistencia no violenta, por los derechos contenidos en la Declaración Universal de los Derechos Humanos. Front Line Defenders tiene el objetivo global de proteger a los defensores de los derechos humanos como agentes claves del cambio social, para que puedan continuar su trabajo sin riesgo de acoso, intimidación o arresto.

## Premio Front Line Defenders para defensores de derechos humanos en riesgo
En 2005 se estableció este premio que según el sitio web de la organización se otorga a un defensor de los derechos humanos «que, a través del trabajo no violento, está haciendo una valiente contribución a la promoción y protección de los derechos humanos de los demás, a menudo con gran riesgo personal para ellos mismos». El premio atrae la atención internacional sobre la causa de su destinatario, y un premio en efectivo de 15.000 euros.
Los destinatarios de este premio desde su inicio son los siguientes:
- 2005 - Mudawi Ibrahim Adam, Sudán
- 2006 - Ahmadjan Madmarov, Uzbekistán
- 2007 - Gégé Katana, República Democrática del Congo
- 2008 - Anwar al-Bunni, Siria
- 2009 - Yuri Melini, Guatemala
- 2010 - Soraya Rahim Sobhrang, Afganistán
- 2011 - Grupo móvil conjunto, Federación de Rusia
- 2012 - Razan Ghazzawi, Siria
- 2013 - Biram Dah Abeid, Mauritania
- 2014 - SAWERA - Sociedad para la evaluación y el empoderamiento de las mujeres en las zonas rurales. Pakistán
- 2015 - Guo Feixiong, seudónimo de Yang Maodong, China[6]
- 2016 - Ana Mirian Romero, Honduras[7]
- 2017 - Emil Kurbedinov, Crimea[8]
- 2018 - Nurcan Baysal, Turquía